# Giudizio di Paride (Rubens)
Il Giudizio di Paride è un dipinto di Peter Paul Rubens, a olio su tavola (199x379 cm), quest'opera fu realizzata tra il 1638 ed il 1639. Oggi l'opera è conservata al Museo del Prado.

## Storia
Nel corso della sua carriera, Rubens dipinse varie versioni sul tema del giudizio di Paride; una giovanile di piccole dimensioni si conserva sempre nel Prado, e un'altra è alla National Gallery di Londra. Questa, l'ultima, fu dipinta tra il 1638 e il 1639, quando l'artista era malato di gotta.
L'opera gli fu commissionata da Filippo IV di Spagna con la mediazione del cardinale-infante Ferdinando d'Austria, fratello del suddetto e governatore dei Paesi Bassi, per decorare lo scomparso palazzo del Buon Ritiro. Si dice che quando visitò lo studio di Rubens e vide l'opera, affermò: "È una delle opere migliori della sua arte, ma le dee sono troppo nude e si dice che la figura di Venere sia una ritratto di sua moglie".
Nel diciottesimo secolo, Carlo III ordinò che venisse bruciata perché era ritenuta un'opera impudica, assieme ad altri dipinti di nudo come Adamo ed Eva del Durero. Alla fine il re decise di salvare tutti i quadri, a patto che venissero rinchiusi in delle sale dall'accesso limitato nell'Accademia di San Fernando. Il secolo successivo, questa e altre opere furono trasferite al Prado.

## Descrizione
Qui Rubens tratta l'episodio mitologico in maniera orizzontale, in modo tale che le figure sembrino formare un fregio. Seduto sul tronco di un albero, il pastore Paride deve scegliere la dea più bella dell'Olimpo,  e ha l'aspetto dubbioso proprio di un compito tanto difficile. Il dio Ermete, con il caduceo e il petaso, regge la mela d'oro che costituisce il premio. Dinnanzi a loro si trovano le tre dee contendenti, da sinistra a destra: Atena, dea guerriera e della saggezza, con le armi che la caratterizzano al suolo e avvolta in un velo di seta argentata; Afrodite, la dea dell'amore, è al centro, avvolta da un panno color cremisi e con suo figlio Eros ai piedi; infine c'è Era, la regina dell'Olimpo in quanto sposa di Zeus, rappresentata di spalle, mentre si toglie il ricco mantello di velluto ricamato in oro che la ricopre, in una bella posa serpentinata e con un pavone reale, un suo attributo, appollaiato sul ramo di un albero vicino. Un putto volante si prepara a incoronare Afrodite, mostrando quale sarà il verdetto, mentre rivolge uno sguardo complice allo spettatore. Secondo la tradizione, per la dea Afrodite posò Hélène Fourment, la seconda moglie dell'artista.
Sullo sfondo si vede un gregge di pecore e un paesaggio crepuscolare tranquillo con degli alberi e dei prati. Quel che risalta nel quadro è tanto la composizione, percorsa da linee diagonali e ritmi contrapposti così che si evita qualunque sensazione di rigidità, quanto la bellezza del colore, l'insistenza nel nudo (contrastando la bianchezza della pelle delle dee con la carnagione scura dei personaggi maschili) e l'attenzione per i dettagli, come il luccichio delle armi, dei gioielli o dei tipi diversi di tessuti che coprono parzialmente le dee, rappresentati fedelmente.